# Hermann Minkowski
Hermann Minkowski (n. 22 iunie 1864, Aleksotas/Imperiul Rus (astăzi Kaunas, Lituania) — d. 12 ianuarie 1909, Göttingen) a fost un matematician german la origine evreu lituanian, care a creat și a dezvoltat geometria numerelor și a folosit metode geometrice pentru a rezolva probleme dificile din teoria numerelor, fizica matematică, și teoria relativității.